# Kyrie eleison

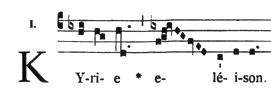

Kyrie eleison (grekiska för "Herre, förbarma Dig"; kyrkslaviska: Кѷрї́е элейсонъ) är i kristen liturgi ett vanligt anrop i gudstjänsten. Det anknyter till den blinde Bartimaios rop till Jesus (Markusevangeliet 10:47).[källa behövs]
Dels förekommer det som ett separat moment i gudstjänsten. I den västkyrkliga mässan har det bevarats i sin grekiska form, även vid firandet av mässan på latin och har följande lydelse:
På grekiska:
Kyrie, eleison.

Christe, eleison.

Kyrie, eleison.
På svenska:
Herre, förbarma Dig.

Kriste, förbarma Dig.

Herre, förbarma Dig.
Dels förekommer det som ett återkommande svar i till exempel litanior med växelsång mellan präst och församling. Anropet har ett flertal tonsättningar utan angiven upphovsman, därav de många alternativen (1–4 för litanian och 1–6 för Kyrie i 1986 års psalmbok).

## Publicerad i
- Göteborgspsalmboken 1650 på s. 262 med inledningen '"Herre, förbarma dig över oss under rubriken "Litania."
- 1986 års psalmbok som nr 695:1-4 och 696:1-6 med titelraderna "Herre, förbarma dig över oss (Kyrie-litania)" respektive "Herre, förbarma dig över oss (Kyrie)" under rubriken "Liturgiska sånger".
- Psalmer och Sånger 1987 nr 863 under rubriken "Psaltarpsalmer och andra sånger ur bibeln".
- 1986 års Cecilia-psalmbok nr 328, 334, 339, 343, 347, 351, 355, 359, 363, 369-374, 384, 389, 394, 399, 404-405, 409-410 och 415-418 på både svenska och grekiska.

## Fotnoter
1. ↑  Formen "Kriste" är kasus vokativ.